# Thomas Turgoose
Thomas Aiden Turgoose (Grimsby, Lincolnshire, 11 de febrer de 1992) és un actor de cinema i sèries de televisió anglès.
El més jove de quatre germans, els seus pares Rob i Eggleston Sharon es van separar quan tenia un any. Té tres germans grans Karl, Mathew i Jamie. Ell i el seu germà van ser criats per la seva mare, amb el seu nom de soltera, en una zona de Grimsby. A falta de disciplina a la llar a través de la malaltia de la seva mare, va ser exclòs de l'escola primària, i era hiperactiu. La seva mare, Sharon, va morir de càncer el 29 de desembre de 2005 (This is England va ser dedicat a la seva memòria). En el moment del seu primer càsting a This Is England, només assistia a l'escola durant una hora a la setmana i es va col·locar en un pla per a nens amb problemes, el Projecte de l'Espai, on va ser descobert per un director de càsting - famós, convençut que no tindria un paper en la pel·lícula i decidits a fer una mica de diners, va demanar i va rebre una quota de £ 5 per la seva primera audició, el que li va portar a l'atenció del director de cinema Shane Meadows. Si bé la filmació This Is England, va assistir a l'Escola Wintringham, Grimsby (ara Oasis Acadèmia Wintringham) i el Projecte Innocència, però que ara va a Grimsby Institut de Perfeccionament i d'Educació Superior.

## Carrera professional
En el seu primer paper cinematogràfic el 2006, va interpretar al personatge principal, Shaun, en This Is England, escrita i dirigida per Shane Meadows. Que apareix en gairebé totes les escenes, la seva actuació va atreure a nombrosos elogis i aquest mateix any va guanyar el British Independent Film Award a la millor promesa nouvingut.
En televisió va interpretar el personatge de Dizzy, un nen apadrinat per Salomó Adam (Lluc Treadaway), en la sèrie dramàtica de 2006 la BBC The Innocence Project. El programa va ser suspès després de vuit episodis causa de la baixa audiència i crítiques negatives. Turgoose va ser en sis dels vuit episodis. Però, en 2008 va ser de nou en una pel·lícula de Shane Meadows, Somers Town, on co-protagonitzar en un paper còmic amb el jove actor polonès Piotr Jagiello. Els dos joves actors van compartir la "Millor Actor en una narrativa de funcions" premi a Festival de Cinema Tribeca (Nova York).
Ell està a la pel·lícula actual del llibre Escoltisme per a Nois ", i va aparèixer en This Is England '86, de 4 sèrie de parts de TV per al Canal 4 que busca els personatges de This is England en tres anys.

## Filmografia
- The Scouting Book for Boys (2010) - David
- This is England 86 (2010, TV) - Shaun*
- Eden Lake (2008) - Cooper
- Somers Town (2008) - Tomo
- This Is England (2006) - Shaun
- The Innocence Project (2006 - 2007, TV) - Dizzy

## Premis i nominacions

### Premis
- 2006. Nouvingut més prometedor. Premis Britànics de Cinema Independent

### Nominacions
- 2008
  - Millor Actuació d'un Actor en una pel·lícula britànica independent. Premis Britànics de Cinema Independent
  - Millor Actor en un film narrativa" (amb Piotr Jagiello) de Somers Town. Festival de Cinema Tribeca, Nova York[3]